# 田中俊之
田中 俊之（たなか としゆき、1975年8月23日 - ）は、日本の社会学者。大妻女子大学社会情報学部准教授。元武蔵大学社会学部助教、大正大学心理社会学部人間科学科 准教授。博士（社会学）。専門は男性学・キャリア教育論。

## 人物・来歴
1994年、都立武蔵高等学校卒業。1999年、武蔵大学人文学部社会学科卒業。2001年、武蔵大学大学院人文科学研究科社会学専攻博士前期課程修了。2004年、武蔵大学大学院人文科学研究科社会学専攻博士後期課程単位取得満期退学。2008年、博士（社会学）取得。2013年、学習院大学「身体表象文化学」プロジェクトPD研究員。武蔵大学・学習院大学・東京女子大学等非常勤講師を経て、2013年度より武蔵大学社会学部助教。小島慶子の推薦により「日本を突破する100人」の1人として『AERA』（2014年12月29日 - 2015年1月5日合併号）に田中の名前が載る。2015年から渋谷区男女平等・多様性社会推進会議の委員を務める。2017年度より大正大学心理社会学部人間科学科准教授。

## 著書
- 『男性学の新展開』（青弓社）
- 『大学生と語る性』（晃洋書房）
- 『ソシオロジカル・スタディーズ』（世界思想社）
- 『揺らぐ性・変わる医療』（明石書店）
- 『男がつらいよ 絶望の時代の希望の男性学』（中経出版）
- 『〈40男〉はなぜ嫌われるのか』(イースト新書、2015年)
- 『男が働かない、いいじゃないか!』（講談社、2016年）帯イラスト:田中光
- 『中年男ルネッサンス』(イースト新書、2018年)
- 『男子が10代のうちに考えておきたいこと』（岩波ジュニア新書、2019年）

## テレビ出演
- 「あなたの家庭は…どう考える “家事ハラ”」　『週刊ニュース深読み』、NHK、2014年10月4日放送[7]。